# Chrysobothris quadriimpresa
Chrysobothris quadriimpresa är en skalbaggsart som beskrevs av Hippolyte Louis Gory och François Louis Nompar de Caumont de Laporte 1837. Chrysobothris quadriimpresa ingår i släktet Chrysobothris och familjen praktbaggar. Inga underarter finns listade i Catalogue of Life.